# Список країн за індексом екологічної ефективності
Список країн за індексом екологічної ефективності був представлений 25 січня 2014 року на Всесвітньому економічному форумі Єльським (Yale Center for Environmental Law and Policy) і Колумбійським університетами спільно з  Об'єднаним дослідницьким центром Європейської комісії . Це був п'ятий звіт індексу за 9 років його існування. Список охоплює 178 країн.

## Загальні відомості
Індекс екологічної ефективності є комплексним порівняльним показником успішності екологічної політики країн у всьому світі. Методологія індексу ґрунтується на принципі близькості до мети. Результат за кожним показником розраховується в залежності положення країни на шкалі, нижня межа якої встановлюються гіршою країною за цим показником, а верхня — бажаною метою. Як мета використовуються показники, зафіксовані в міжнародних договорах, рекомендаціях міжнародних організацій або висновках експертів. Якщо держава досягла або перевищила мету, то вона отримує сто балів за цим показником.
У 2014 році використовувалися 20 показників, розподілених по дев'яти «політичних категоріях». Категорії об'єднані у дві великі групи: життєздатність екосистеми (управління природними ресурсами) і екологічне здоров'я, що оцінює вплив довкілля на здоров'я людини.
| Група               | Екологічне здоров'я                                         |                                                        |                                      |
| Політичні категорії | Вплив на здоров'я людини                                    | Забруднення повітря, яке впливає на здоров'я           | Вода і санітарія                     |
| Індикатори          | 1. Дитяча смертність                                        | 2. Середня кількість твердих часток (ТЧ 2,5)           | 5. Доступ до санітарії               |
|                     |                                                             | 3. Процент населення, що зазнає дію підвищеного ТЧ 2,5 | 6. Доступ до питної води             |
|                     |                                                             | 4. Забруднення повітря у приміщеннях                   |                                      |
| Група               | Життєздатності екосистеми                                   |                                                        |                                      |
| Політичні категорії | Зміна клімату і енергетика                                  | Водні ресурси (ефект на екосистему)                    | Біорізноманіття                      |
| Індикатори          | 7. Тенденція вуглецеємності                                 | 10. Очистка стічних вод                                | 11. Охорона довкілля                 |
|                     | 8. Зміна тенденції вуглецеємності                           |                                                        | 12. Захист національного біома       |
|                     | 9. Тенденція віднесення викидів діоксиду вуглецю до кВт·год |                                                        | 13. Захист міжнародного біома        |
|                     |                                                             |                                                        | 14. Морські охоронювані райони       |
| Політичні категорії | Сільське господарство                                       | Ліс                                                    | Рибна ловля                          |
| Індикатори          | 15. Сільськогосподарські субсидії                           | 17. Зміна площі лісів                                  | 18. Риболовля на прибережному шельфі |
|                     | 16. Законодавство, що регулює використання пестицидів       |                                                        | 19. Експлуатація рибних ресурсів     |

У 2014 році автори включили в доповідь найбільшу кількість країн за весь час існування індексу (178 проти 132 у 2012 році). Був доданий новий індикатор, що оцінює ефективність водоочистки в країні. Кліматичні індикатори у 2014 році ґрунтуються на успіхах країн в зменшенні викидів. Проте цілі за цими показниками різняться залежно від економічного розвитку оцінюваної держави. Для багатих держав (ВВП на душу населення понад 12616 доларів) бал у цій категорії розраховується так, що він залежить в основному від тенденції вуглецеємності (збільшують вагу цього показника). Цей показник характеризує зниження викидів газів на одиницю ВВП з 2000 до 2010 рр. Країни з ВВП між 1036 і 12615 доларів на душу населення («країни, що розвиваються») оцінюються в основному по індикатору «Зміна тенденції вуглецеємності», що характеризує уповільнення збільшення викидів газів (наскільки країни з економіками, що розвиваються, уповільнили збільшення викидів за останні роки). Найменш розвинені держави не враховуються в категорії «Зміна клімату і енергетика» внаслідок незначних викидів таких країн.
Нарешті, індекс 2014 року дає можливість оцінити історичний розвиток екологічної ефективності. Застосовуючи до даних минулих років методику розрахунку індексу 2014 року, автори індексу підготували «історичний EPI». Уперше в історії індексу з'явилася можливість порівнювати поточний результат з тим, що могло б бути 10 років тому, майже по усіх індикаторах. Якщо порівняти показники поточного і «історичного EPI» за останнє десятиліття, то можна помітити декілька закономірностей. Окрім Словенії і Естонії, більшість країн Європи добилися відносно хороших показників у звіті 2014 року, але не показують великих змін (відсотки змін за останнє десятиліття зазвичай невисокі). Автори доповіді вважають, що країнам з високою екологічною ефективністю важко домагатися значних поліпшень. Навпаки, держави з тяжким станом довкілля, починаючи проводити екологічну політику, можуть з меншими зусиллями добитися високих відсотків поліпшення.

## Список країн
| №  | Країна                   | Бали  | Зміна за 10 років у % |
| -- | ------------------------ | ----- | --------------------- |
| 1  | Швейцарія                | 87,67 | 0,8                   |
| 2  | Люксембург               | 83,29 | 3,02                  |
| 3  | Австралія                | 82,40 | 2,32                  |
| 4  | Сінгапур                 | 81,78 | 0,94                  |
| 5  | Чехія                    | 81,47 | 3,47                  |
| 6  | Німеччина                | 80,47 | 1,89                  |
| 7  | Іспанія                  | 79,79 | 1,82                  |
| 8  | Австрія                  | 78,32 | 1,82                  |
| 9  | Швеція                   | 78,09 | 1,3                   |
| 10 | Норвегія                 | 78,04 | 2,79                  |
| 11 | Нідерланди               | 77,75 | 4,62                  |
| 12 | Велика Британія          | 77,35 | 3,48                  |
| 13 | Данія                    | 76,92 | 4,3                   |
| 14 | Ісландія                 | 76,5  | 2,99                  |
| 15 | Словенія                 | 76,43 | 15,16                 |
| 16 | Нова Зеландія            | 76,41 | 2,58                  |
| 17 | Португалія               | 75,8  | 7,23                  |
| 18 | Фінляндія                | 75,72 | 0,45                  |
| 19 | Ірландія                 | 74,67 | 1,7                   |
| 20 | Естонія                  | 74,66 | 15,91                 |
| 21 | Словаччина               | 74,45 | 2,66                  |
| 22 | Італія                   | 74,36 | 2,72                  |
| 23 | Греція                   | 73,28 | 6,20                  |
| 24 | Канада                   | 73,14 | 2,58                  |
| 25 | ОАЕ                      | 72,91 | −0,95                 |
| 26 | Японія                   | 72,35 | 2,17                  |
| 27 | Франція                  | 71,05 | 3,29                  |
| 28 | Угорщина                 | 70,28 | 4,1                   |
| 29 | Чилі                     | 69,93 | 7,44                  |
| 30 | Польща                   | 69,53 | 2,67                  |
| 31 | Сербія                   | 69,13 | 2,99                  |
| 32 | Білорусь                 | 67,69 | 4,17                  |
| 33 | США                      | 67,52 | 2,23                  |
| 34 | Мальта                   | 67,42 | 2,7                   |
| 35 | Саудівська Аравія        | 66,66 | 4,09                  |
| 36 | Бельгія                  | 66,61 | 3,22                  |
| 37 | Бруней                   | 66,49 | −0,84                 |
| 38 | Кіпр                     | 66,23 | 2,18                  |
| 39 | Ізраїль                  | 65,78 | 0,7                   |
| 40 | Латвія                   | 64,05 | 5,69                  |
| 41 | Болгарія                 | 64,01 | 3,59                  |
| 42 | Кувейт                   | 63,94 | 22,96                 |
| 43 | Південна Корея           | 63,79 | 7,37                  |
| 44 | Катар                    | 63,03 | −1,33                 |
| 45 | Хорватія                 | 62,23 | 6,34                  |
| 46 | Республіка Китай         | 62,18 | 4,33                  |
| 47 | Тонга                    | 61,68 | 0,37                  |
| 48 | Вірменія                 | 61,67 | 8,02                  |
| 49 | Литва                    | 61,26 | 9,06                  |
| 50 | Єгипет                   | 61,11 | 9,67                  |
| 51 | Малайзія                 | 59,31 | 2,51                  |
| 52 | Туніс                    | 58,99 | 6,87                  |
| 53 | Еквадор                  | 58,54 | 7,51                  |
| 54 | Коста-Рика               | 58,53 | 2,67                  |
| 55 | Ямайка                   | 58,56 | 2,37                  |
| 56 | Маврикій                 | 58,09 | 3,90                  |
| 57 | Венесуела                | 57,8  | 1,12                  |
| 58 | Панама                   | 56,84 | 3,53                  |
| 59 | Кірибаті                 | 55,82 | 10,6                  |
| 60 | Йорданія                 | 55,78 | −0,07                 |
| 61 | Сейшельські Острови      | 55,56 | 2,15                  |
| 62 | Чорногорія               | 55,52 | 1,41                  |
| 63 | Азербайджан              | 55,47 | 7,98                  |
| 64 | Куба                     | 55,07 | 4,48                  |
| 65 | Мексика                  | 55,03 | 7,94                  |
| 66 | Туреччина                | 54,91 | 9,03                  |
| 67 | Албанія                  | 54,73 | 11,79                 |
| 68 | Сирія                    | 54,5  | 1,7                   |
| 69 | Шрі-Ланка                | 53,88 | 9,94                  |
| 70 | Уругвай                  | 53,61 | 15,61                 |
| 71 | Суринам                  | 53,57 | 1,13                  |
| 72 | ПАР                      | 53,51 | 6,04                  |
| 73 | Росія                    | 53,45 | 4,21                  |
| 74 | Молдова                  | 53,36 | 6,04                  |
| 75 | Домініканська Республіка | 53,24 | 0,47                  |
| 76 | Фіджі                    | 53,08 | 6,61                  |
| 77 | Бразилія                 | 52,97 | 3,72                  |
| 78 | Таїланд                  | 52,83 | 1,91                  |
| 79 | Тринідад і Тобаго        | 52,28 | 6,52                  |
| 80 | Палау                    | 51,96 | 10,84                 |
| 81 | Марокко                  | 51,89 | 6,66                  |
| 82 | Бахрейн                  | 51,83 | −4,09                 |
| 83 | Іран                     | 51,08 | 9,03                  |
| 84 | Казахстан                | 51,07 | 2,57                  |
| 85 | Колумбія                 | 50,77 | 4,9                   |
| 86 | Румунія                  | 50,52 | 10,91                 |
| 87 | Болівія                  | 50,48 | 4                     |
| 88 | Беліз                    | 50,46 | 10,17                 |
| 89 | Північна Македонія       | 50,41 | 5,75                  |

| №   | Країна                           | Бали  | Зміна за 10 років у % |
| --- | -------------------------------- | ----- | --------------------- |
| 90  | Нікарагуа                        | 50,32 | 5,14                  |
| 91  | Ліван                            | 50,15 | 0,34                  |
| 92  | Алжир                            | 50,08 | 2,48                  |
| 93  | Аргентина                        | 49,55 | 6,42                  |
| 94  | Зімбабве                         | 49,54 | 4,05                  |
| 95  | Україна                          | 49,01 | 5,44                  |
| 96  | Антигуа і Барбуда                | 48,89 | 4,51                  |
| 97  | Гондурас                         | 48,87 | 7,05                  |
| 98  | Гватемала                        | 48,06 | 8,63                  |
| 99  | Оман                             | 47,75 | 8,42                  |
| 100 | Ботсвана                         | 47,6  | 7,18                  |
| 101 | Грузія                           | 47,23 | 4,28                  |
| 102 | Домініка                         | 47,08 | 3,54                  |
| 103 | Бутан                            | 46,86 | 1,63                  |
| 104 | Габон                            | 46,6  | 7,35                  |
| 105 | Багамські Острови                | 46,58 | 2,58                  |
| 106 | Вануату                          | 45,88 | 4,7                   |
| 107 | Боснія і Герцеговина             | 45,79 | 4,4                   |
| 108 | Барбадос                         | 45,5  | 3,46                  |
| 109 | Туркменістан                     | 45,07 | 0,33                  |
| 110 | Перу                             | 45,05 | 11,57                 |
| 111 | Монголія                         | 44,67 | 8,26                  |
| 112 | Індонезія                        | 44,36 | 4,8                   |
| 113 | Кабо-Верде                       | 44,07 | 11,48                 |
| 114 | Філіппіни                        | 44,02 | 3,21                  |
| 115 | Сальвадор                        | 43,79 | 17,75                 |
| 116 | Намібія                          | 43,71 | 18,74                 |
| 117 | Узбекистан                       | 43,23 | 6,16                  |
| 118 | КНР                              | 43    | 2,6                   |
| 119 | Центральноафриканська Республіка | 42,94 | 2,75                  |
| 120 | Лівія                            | 42,72 | 4,17                  |
| 121 | Замбія                           | 41,72 | -0,78                 |
| 122 | Папуа Нова Гвінея                | 41,09 | 2,04                  |
| 123 | Екваторіальна Гвінея             | 41,06 | 2,5                   |
| 124 | Сенегал                          | 40,83 | 4,91                  |
| 125 | Киргизстан                       | 40,63 | 2,39                  |
| 126 | Буркіна-Фасо                     | 40,52 | 7,17                  |
| 127 | Лаос                             | 40,37 | 2,96                  |
| 128 | Малаві                           | 40,06 | 7,72                  |
| 129 | Кот-д'Івуар                      | 39,72 | 3,14                  |
| 130 | Республіка Конго                 | 39,44 | 18,33                 |
| 131 | Ефіопія                          | 39,43 | 7,15                  |
| 132 | Східний Тимор                    | 39,41 | 45,37                 |
| 133 | Парагвай                         | 39,25 | 7,45                  |
| 134 | Нігерія                          | 39,2  | 3,73                  |
| 135 | Уганда                           | 39,18 | 8,68                  |
| 136 | В'єтнам                          | 38,17 | 3,19                  |
| 137 | Гаяна                            | 38,07 | 11,19                 |
| 138 | Есватіні                         | 37,35 | 6,96                  |
| 139 | Непал                            | 37    | 4,96                  |
| 140 | Кенія                            | 36,99 | 13,96                 |
| 141 | Камерун                          | 36,68 | 6,16                  |
| 142 | Нігер                            | 36,28 | 45,88                 |
| 143 | Танзанія                         | 36,19 | 1,15                  |
| 144 | Гвінея-Бісау                     | 35,98 | 5,54                  |
| 145 | Камбоджа                         | 35,44 | 7,52                  |
| 146 | Руанда                           | 35,41 | 9,7                   |
| 147 | Гренада                          | 35,24 | 3,13                  |
| 148 | Пакистан                         | 34,58 | 6,66                  |
| 149 | Ірак                             | 33,39 | 2,39                  |
| 150 | Бенін                            | 32,42 | 3,45                  |
| 151 | Гана                             | 32,07 | 7,58                  |
| 152 | Соломонові Острови               | 31,63 | 6,57                  |
| 153 | Коморські Острови                | 31,39 | 1,42                  |
| 154 | Таджикистан                      | 31,34 | 5,38                  |
| 155 | Індія                            | 31,23 | 5,4                   |
| 156 | Чад                              | 31,02 | 1,87                  |
| 157 | Ємен                             | 30,16 | 0,2                   |
| 158 | Мозамбік                         | 29,97 | 1,49                  |
| 159 | Гамбія                           | 29,3  | 6,62                  |
| 160 | Ангола                           | 28,69 | 9,09                  |
| 161 | Джибуті                          | 28,52 | 22,77                 |
| 162 | Гвінея                           | 28,03 | 6,34                  |
| 163 | Того                             | 27,91 | 4,65                  |
| 164 | М'янма                           | 27,44 | 6,11                  |
| 165 | Мавританія                       | 27,19 | 6,25                  |
| 166 | Мадагаскар                       | 26,7  | 15,48                 |
| 167 | Бурунді                          | 25,78 | 0,59                  |
| 168 | Еритрея                          | 25,76 | 17,09                 |
| 169 | Бангладеш                        | 25,61 | 3,98                  |
| 170 | ДР Конго                         | 25,01 | 3,56                  |
| 171 | Судан                            | 24,64 | 0,49                  |
| 172 | Ліберія                          | 23,95 | 11,03                 |
| 173 | Сьєрра-Леоне                     | 21,74 | 21,79                 |
| 174 | Афганістан                       | 21,57 | 12,17                 |
| 175 | Лесото                           | 20,81 | 4,36                  |
| 176 | Гаїті                            | 19,01 | 6,08                  |
| 177 | Малі                             | 18,43 | 8,67                  |
| 178 | Сомалі                           | 15,47 | 6,62                  |

## Ресурси Інтернету
- 2014 EPI Звіт 2014 року
- Архів попередніх звітів